# Stanislav Budisavljević
Stanislav plemeniti Budisavljević Prijedorski, u obitelji poznat i kao Stanko, (Bjelopolje kod Korenice, 1839. - Pula, 20. rujna 1907.) je bio časnik i generalni komesar komesarijata austro-ugarske ratne mornarice. Iz ugledne je ličke obitelji Budisavljević i to iz onog ogranka koji je nosio plemićki pridjevak Prijedorski. 

## Životopis
Sin je časnika Bude i Sofije, rođ. Marić. Braća su mu bili: veliki župan Budislav, Jovo i Emanuel Budisavljević. Školovao se na Topničkoj akademiji. Kao topnički natporučnik prešao je u upravnu službu Austro-ugarske ratne mornarice, gdje je bio generalni komesar. Zahvaljujući sposobnostima i predanom radu stekao je najviše počasti u službi i stigao do zvanja pomorskog generalnog komesara u miru. Jedno vrijeme bio je profesor t.zv. "srpskohrvatskog" jezika (tada tako nazivanog, a jedan od naziva za jezik je bio i ilirski) u Vojnoj pomorskoj Marine-Akademie u Rijeci. Potpomagao je nacionalne težnje pulskih Hrvata i Srba, u borbi protiv germanizacije i talijanizacije. Kao umirovljenik u Puli, dugogodišnji je predsjednik (nakon 1901.) i jedan od osnivača tamošnje Slavenske čitaonice. Njegov vojni personalni karton donosi podatke da je rođen u Bjelopolju, a kao pokrajina se navodi Vojna granica (Militaergranz). U rubrici religija piše: grkopravoslavna. Tu su mu date lijepe i povoljne ocjene. Pod poznavanjem jezika navodi se da govori i piše vrlo dobro njemački i "srpskohrvatski", zatim da govori talijanski i nešto engleski. Navodi se i da je kao učitelj ilirskog jezika postigao znatan uspjeh u uvježbavanju polaznika. U dokumentu se hvale njegova lojalnost carevini, ističe se da nije bio pripadnik vojske neke druge sile, potom umijeće rada s ljudima, pa se kao zaključak navodi da u potpunosti i bez zadrške odgovara potrebama službe. Nosilac je Red željezne krune trećeg reda i Reda Franje Josipa, kao i više ratnih i vojnih odlikovanja. Supruga mu je bila Njemica Adele Wainstorp. Imali su četiri sina i četiri kćeri: Vladimira (2. svibnja 1873.), Budislava (15. kolovoza 1874.), Dragutina (6. kolovoza 1875.), Aleksandra (21. studenog 1876.), Ernestinu, Stefani, Hildegart i Ameliju. Još jedan sin je rođen 1879. ali je nepoznato ime i je li preživio porođaj. Imali su još jednu kći Adapiju koja je umrla u 10. godini. Pomen je održan u pravoslavnoj crkvi svetog Nikole u Rijeci. Svi sinovi su kršteni u pravoslavnoj crkvi. Krsni listovi kćeriju ne postoje u matičnim knjigama krštenih crkve svetog oca Nikolaja u Rijeci. Umro je u 1907. godine u 68. godini života, u Puli. Pokopan je na Mornaričkom austrougarskom groblju u Puli. Osmrtnicu mu je žena dala tiskati na njemačkom jeziku, jer je njome obavještavala o smrti svoga muža, uglavnom muževljeve kolege, vojne osobe iz Austrije. Na osmrtnici se vide svi njegovi naslovi i imena kćeriju. Epitaf na grobnoj ploči je također na njemačkom jeziku, ali je grob, za razliku od većine ostalih grobova, po pravoslavnom običaju, okrenut ka istoku. Epitaf je isklesan velikim slovima i glasi: K. u K. MARINEGENERALKOMISSAR Stanislav Budisavljević von Priedor, ritter des ordens der eisernen krone 3 kl und des Franc Joseph ordens besitzer der millitarverdiens der kriegs und ehrenmedaille fur 40 jahrige treue dienste ritter des konigl griechischen erloserordens etc etc gestorben am 20 september 1907 im 68 lebensjahre die trauernde familie. Prijevod na hrvatski jezik: Vitez Reda Gvozdene krune trećega reda, Ordena Franje Josipa za vojne zasluge, Medalje časti za četrdeset godina odanosti, vitez grčkog Ordena svetog Spasitelja itd. itd. Preminuo 20. septembra 1907. u 68 godini života. Ožalošćena obitelj.
Zagrebački Srbobran je pisao o njegovoj smrti: Stanko Budisavljević. Pokojnik je umro 13. septembra u 68. godini u Pulju. Bio je pomorski generalni komisar u miru i brat velikog župana Bude Budisavljevića. Rođen je u Bjelopolju završio je artiljerijsku akademiju pa prešao u upravnu službu ratne mornarice. Neko vrijeme bio je profesor srpskog jezika na pomorskoj akademiji u Rijeci. Podupirao je borbu pulskih Hrvata protiv talijanaša i bio jedan od osnivača Hrvatske čitaonice gdje su ga Hrvati izabrali za predsjednika. Opojao ga je srpski sveštenik iz crnogorske naselbine Peroja.

## Galerija
- Grobnica Stanislava Budisavljevića, Mornaričko groblje, Pula
- Spomenik Stanislava Budisavljevića